# عقد 270
عقد 270 هو عقد امتد بين 1 يناير 270 و31 ديسمبر 279 بحسب التقويم الميلادي. سبقه عقد 260 ولحقه عقد 280.

## أحداث
- معركة أنطاكيا (272)
- معركة حمص (272)
- معركة فانو (271)

## مواليد
- قسطنطين العظيم (274)
- مكسنتيوس (278)
- القديس نقولا (270)
- ماكسيميليان (274)

## وفيات
- أوريليان (275)
- القديس فالنتين (273)
- هرمز الأول (273)
- بهرام بن سابور (276)
- زابداس (273)
- سيبتيميوس أنتيوتشوس (273)
- ماركوس كلاوديوس تاسيتس (276)
- فليكس الأول (274)
- سابور الأول (270)
- ماني (277)
- زنوبيا (275)

## كتب
- Yves Denis Papin (1998). Chronologie de l'histoire ancienne. Lieu de publication non identifié: Éditions Jean-paul Gisserot. ISBN:2-87747-346-5. OCLC:40746926. مؤرشف من الأصل في 2022-03-16.
- موسوعة حضارة العالم (2002) لأحمد محمد عوف.

## روابط خارجية
- تصفح سنة بسنة عقد 270 على موقع onthisday.com
- تصفح سنة بسنة عقد 270 ابتداءً من سنة عقد 270 على موقع المكتبة الوطنية الفرنسية